# Ludkovice
Ludkovice – gmina w Czechach, w powiecie Zlín, w kraju zlińskim. Według danych z dnia 1 stycznia 2012 liczyła 711 mieszkańców.
Składa się z dwóch części:
- Ludkovice
- Pradlisko